# Wrogowie publiczni
Wrogowie publiczni (ang. Public Enemies) – amerykański dramat kryminalny z 2009 roku w reżyserii Michaela Manna. Adaptacja książki Bryana Burrougha pt. Public Enemies: America's Greatest Crime Wave and the Birth of the FBI, 1933-34. 
Zdjęcia kręcono w Chicago i Los Angeles oraz w licznych miejscowościach w stanach Wisconsin (Oshkosh, Milwaukee, Columbus, Madison, Beaver Dam, Darlington) i Indiana (więzienie).

## Fabuła
Historia najsłynniejszych amerykańskich gangsterów lat 30. – Johna Dillingera, Baby’ego Face'a Nelsona i Pretty Boya Floyda.
Kierowane wówczas przez J. Edgara Hoovera FBI z małej agencji stało się potężną organizacją o światowej sławie, między innymi przez swoje wysiłki zmierzające do schwytania przestępców.
Z jednego z najlepiej strzeżonych więzień Stanów Zjednoczonych ucieka jeden z najsłynniejszych amerykańskich gangsterów – John Dillinger. Towarzyszą mu kompani: Baby Face Nelson i Pretty Boy Floyd.
Film zaczyna się podczas jednej z ucieczek gangstera. Wrogiem Dillingera nie bez powodu jest Melvin Purvis – policjant ścigający Johna. Wkrótce wsadzenie go do więzienia stało się jego głównym celem.

## Obsada
- Johnny Depp – John Dillinger
- Christian Bale – Melvin Purvis
- Marion Cotillard – Billie Frechette
- Channing Tatum – Pretty Boy Floyd
- Giovanni Ribisi – Alvin Karpis
- David Wenham – Pete Pierpont
- Stephen Dorff – Homer Van Meter
- Billy Crudup – J. Edgar Hoover
- Leelee Sobieski – Polly Hamilton
- Jason Clarke – John „Red” Hamilton
- John Ortiz – Frank Nitti
- Stephen Graham – Baby Face Nelson
- Christian Stolte – Charles Makley
- Stephen Lang – Charles Winstead
- Shawn Hatosy – John Madala
- Branka Katić – Anna Sage
- Emilie de Ravin – Anna Patzke
- James Russo – Walter Dietrich
- Lili Taylor – Szeryf Lillian Holley
- Carey Mulligan – Carol Slayman

i inni

## Nagrody i nominacje
Nagroda Satelita 2009
- Najlepsze zdjęcia - Dante Spinotti (nominacja)
- Najlepsza scenografia i dekoracje wnętrz - Nathan Crowley, Patrick Lumb, William Ladd Skinner (nominacja)
- Najlepsza muzyka - Elliot Goldenthal (nominacja)
- Najlepszy aktor dramatyczny - Johnny Depp (nominacja)